# 武田修一
武田 修一（たけだ しゅういち）は、日本の言語学者（文法論・意味論）。文学博士（筑波大学・1980年）。静岡県立大学国際関係学部教授・静岡県立大学大学院国際関係学研究科研究科長（第9代）などを歴任。

## 概要
専門は英語学。特に、文法論や意味論の研究に従事した。筑波大学現代語・現代文化学系助手を経て、静岡女子大学文学部講師に就任、のちに助教授に昇任した。静岡女子大学が静岡薬科大学・静岡女子短期大学と統合されて新たに静岡県立大学が発足すると、国際関係学部助教授を務めた。のちに教授に昇任するとともに、同大学大学院国際関係学研究科教授を兼務した。2016年3月31日に、静岡県立大学を退職した。

## 学歴
- 1974年3月 東京学芸大学教育学部中等教員養成課程英語学科卒業
- 1976年3月 東京学芸大学大学院修士課程教育学研究科英語教育専攻(英語学)修了
- 1980年1月 筑波大学大学院博士課程文芸・言語研究科言語学専攻(英語学)修了

## 学位
- 教育学修士（東京学芸大学・英語学・1976年）
- 文学博士（筑波大学・英語学・1980年）

## 経歴
- 1980年2月 筑波大学現代語・現代文化学系 助手
- 1980年4月 静岡女子大学文学部英文学科 専任講師
- 1982年4月 静岡女子大学文学部英文学科 助教授
- 1987年4月 静岡県立大学国際関係学部国際言語文化学科助教授
- 1991年4月 静岡県立大学国際関係学部国際言語文化学科教授
- 1991年4月 静岡県立大学国際関係学研究科比較文化専攻 教授
- 2016年3月 静岡県立大学退職

## 研究業績
- 1) Reference and Noun Phrases（リーベル出版、東京）、1981年
- 2) 英語意味論の諸相(リーベル出版、東京）、1998年〈学術論文〉
- 3) 英文法のからくり（丸善ライブラリー）〔共著〕（丸善株式会社、東京）、2001年
- 4) Adverb Placement and Sentence Stress、Studies in English Literature （日本英文学会）、151-167頁、1983年
- 5) Existence and the Time Axis of Verbs、English Linguistics Today（開拓社）、85-97頁、1985年
- 6) 頻度の副詞の配置をめぐって、『英語青年』9月号（研究社出版）、268頁、1987年
- 7) 意味論研究の方法と課題、『文化・文明の新しき地平』（北樹出版）、143-172頁、1988年
- 8) 文代名詞soを伴った挿入節、『英語青年』10月号（研究社出版）、337頁、1989年
- 9) 他動性に関する一考察、『現代英語学の諸相』（開拓社）、462-469頁、1991年
- 10) 指示現象の認知意味論的考察、『現代英語学の歩み』（開拓社）、325-332頁、1991年
- 11) 英語表現に見る誘引現象に関する―考察、「市河三喜賞 36年の軌跡」（開拓社）、289 - 297頁.2003年
- 12）The Discourse Semantics of Visual Perception and Knowledge,Tsukuba English Studies 22(Tsukuba English Linguistic Society),177-190頁,2004年